# Erostrotheca multiformis
Erostrotheca multiformis är en svampart som beskrevs av G.H. Martin & Charles 1928. Erostrotheca multiformis ingår i släktet Erostrotheca och familjen Ceratostomataceae.   Inga underarter finns listade i Catalogue of Life.